# 에이버리 브룩스
에이버리 브룩스(Avery Brooks, 1948년 10월 2일 ~ )는 미국의 배우, 영화 감독, 오페라 가수, 교육자, 피아노 연주자, 연극 배우, 텔레비전 배우, 영화배우, 성우, 무대 연출가이다.

## 방송
- 스타 트렉 : 딥 스페이스 나인 시즌7
- 스타 트렉 : 딥 스페이스 나인 시즌6
- 스타 트렉 : 딥 스페이스 나인 시즌5
- 스타 트렉 : 딥 스페이스 나인 시즌4
- 스타 트렉 : 딥 스페이스 나인 시즌3

## 영화
- 신과 사탄: 최후의 전투 (2008년) - 본인 - 나레이터 역
- 15분 (2001년) - 리온 잭슨 역
- 위대한 자연 (1998년) - 나레이터 역
- 아메리칸 히스토리 X (1998년)
- 빅 히트 (1998년) - 파리스 역
- 탐정 스펜서 - 야만의 장소 (1995년) - 호크 역
- 탐정 스펜서 - 유다 고트 (1994년)
- 탐정 스펜서 - 왕과 여왕 (1994년)
- 탐정 스펜서 - 세러모니 (1993년)
- 스타 트렉 - 스페이스 나인 (1993년)
- 스타 트렉 - 스페이스 나인 TV 시리즈 (1993년)
- 탐정 스펜서 (1985년)